# Neckera wercklei
Neckera wercklei là một loài rêu trong họ Neckeraceae. Loài này được Broth. & Thér. mô tả khoa học đầu tiên năm 1921.